# Vuelta a España 2021
La Vuelta a España 2021, settantaseiesima edizione della corsa e valida come ventiseiesima prova dell'UCI World Tour 2021, si svolse in ventuno tappe dal 14 agosto al 5 settembre 2021 su un percorso di 3 417 km, con partenza da Burgos e arrivo a Santiago di Compostela. La vittoria fu appannaggio dello sloveno Primož Roglič, il quale completò il percorso in 83h55'29", alla media di 40,715 km/h, precedendo lo spagnolo Enric Mas e l'australiano Jack Haig. 
Sul traguardo di Santiago di Compostela 142 ciclisti, su 184 partiti da Burgos, portarono a termine la competizione.

## Tappe
| Tappa  | Data         | Percorso                                            | km    | Vincitore di tappa  | Leader cl. generale  |
| ------ | ------------ | --------------------------------------------------- | ----- | ------------------- | -------------------- |
| 1ª     | 14 agosto    | Burgos > Burgos (cron. individuale)                 | 7,1   | Primož Roglič       | Primož Roglič        |
| 2ª     | 15 agosto    | Caleruega > Burgos                                  | 166,7 | Jasper Philipsen    | Primož Roglič        |
| 3ª     | 16 agosto    | Santo Domingo de Silos > Picón Blanco               | 202,8 | Rein Taaramäe       | Rein Taaramäe        |
| 4ª     | 17 agosto    | Burgo de Osma > Molina de Aragón                    | 163,9 | Fabio Jakobsen      | Rein Taaramäe        |
| 5ª     | 18 agosto    | Tarancón > Albacete                                 | 184,4 | Jasper Philipsen    | Kenny Elissonde      |
| 6ª     | 19 agosto    | Requena > Alto de Cullera                           | 158,3 | Magnus Cort Nielsen | Primož Roglič        |
| 7ª     | 20 agosto    | Gandia > Balcon de Alicante                         | 152   | Michael Storer      | Primož Roglič        |
| 8ª     | 21 agosto    | Santa Pola > La Manga del Mar Menor                 | 173,7 | Fabio Jakobsen      | Primož Roglič        |
| 9ª     | 22 agosto    | Puerto Lumbreras > Alto de Velefique                | 188   | Damiano Caruso      | Primož Roglič        |
|        | 23 agosto    | giorno di riposo                                    |       |                     |                      |
| 10ª    | 24 agosto    | Roquetas de Mar > Rincón de la Victoria             | 189   | Michael Storer      | Odd Christian Eiking |
| 11ª    | 25 agosto    | Antequera > Valdepeñas de Jaén                      | 133,6 | Primož Roglič       | Odd Christian Eiking |
| 12ª    | 26 agosto    | Jaén > Cordova                                      | 175   | Magnus Cort Nielsen | Odd Christian Eiking |
| 13ª    | 27 agosto    | Belmez > Villanueva de la Serena                    | 203,7 | Florian Sénéchal    | Odd Christian Eiking |
| 14ª    | 28 agosto    | Don Benito > Pico Villuercas                        | 165,7 | Romain Bardet       | Odd Christian Eiking |
| 15ª    | 29 agosto    | Navalmoral de la Mata > El Barraco                  | 197,5 | Rafał Majka         | Odd Christian Eiking |
|        | 30 agosto    | giorno di riposo                                    |       |                     |                      |
| 16ª    | 31 agosto    | Laredo > Santa Cruz de Bezana                       | 180   | Fabio Jakobsen      | Odd Christian Eiking |
| 17ª    | 1º settembre | Unquera > Laghi di Enol                             | 185,8 | Primož Roglič       | Primož Roglič        |
| 18ª    | 2 settembre  | Salas > Alto de Gamoniteiru                         | 162,6 | Miguel Ángel López  | Primož Roglič        |
| 19ª    | 3 settembre  | Tapia > Monforte de Lemos                           | 191,2 | Magnus Cort Nielsen | Primož Roglič        |
| 20ª    | 4 settembre  | Sanxenxo > Mos                                      | 202,2 | Clément Champoussin | Primož Roglič        |
| 21ª    | 5 settembre  | Padrón > Santiago di Compostela (cron. individuale) | 33,8  | Primož Roglič       | Primož Roglič        |
| Totale | Totale       | Totale                                              | 3 417 |                     |                      |

## Squadre e corridori partecipanti
Alla competizione prenderanno parte 23 squadre, le diciannove iscritte all'UCI World Tour 2021, la Alpecin-Fenix avente diritto in quanto migliore squadra UCI ProTeam 2020 e le tre squadre invitate ovverosia la Burgos-BH, la Caja Rural-Seguros RGA e l'Euskaltel-Euskadi, tutte di categoria UCI ProTeam, ciascuna delle quali composta da otto corridori, per un totale di 184 ciclisti. La corsa è partita il 14 agosto da Burgos ed è terminata il 5 settembre a Santiago di Compostela.
| N.      | Cod. | Squadra                |
| ------- | ---- | ---------------------- |
| 1-8     | TJV  | Jumbo-Visma            |
| 11-18   | ACT  | AG2R Citroën Team      |
| 21-28   | AFC  | Alpecin-Fenix          |
| 31-38   | APT  | Astana-Premier Tech    |
| 41-48   | TBV  | Bahrain Victorious     |
| 51-58   | BOH  | Bora-Hansgrohe         |
| 61-68   | BBH  | Burgos-BH              |
| 71-78   | CJR  | Caja Rural-Seguros RGA |
| 81-88   | COF  | Cofidis                |
| 91-98   | DQT  | Deceuninck-Quick Step  |
| 101-108 | EFN  | EF Education-Nippo     |
| 111-118 | EUS  | Euskaltel-Euskadi      |

| N.      | Cod. | Squadra                  |
| ------- | ---- | ------------------------ |
| 121-128 | GFC  | Groupama-FDJ             |
| 131-138 | IGD  | Ineos Grenadiers         |
| 141-148 | IWG  | Intermarché-Wanty-Gobert |
| 151-158 | ISN  | Israel Start-Up Nation   |
| 161-168 | LTS  | Lotto Soudal             |
| 171-178 | MOV  | Movistar Team            |
| 181-188 | BEX  | Team BikeExchange        |
| 191-198 | DSM  | Team DSM                 |
| 201-208 | TQA  | Team Qhubeka NextHash    |
| 211-218 | TFS  | Trek-Segafredo           |
| 221-228 | UAD  | UAE Team Emirates        |

## Dettagli delle tappe

### 1ª tappa
- 14 agosto: Burgos > Burgos – Cronometro individuale – 7,1 km

Risultati
| Pos. | Corridore     | Squadra | Tempo |
| ---- | ------------- | ------- | ----- |
| 1    | Primož Roglič | Jumbo   | 8'32" |
| 2    | Alex Aranburu | Astana  | a 6"  |
| 3    | Jan Tratnik   | Bahrain | a 8"  |

| Pos. | Corridore     | Squadra | Tempo |
| ---- | ------------- | ------- | ----- |
| 1    | Primož Roglič | Jumbo   | 8'32" |
| 2    | Alex Aranburu | Astana  | a 6"  |
| 3    | Jan Tratnik   | Bahrain | a 8"  |

### 2ª tappa
- 15 agosto: Caleruega > Burgos – 166,7 km

Risultati
| Pos. | Corridore        | Squadra      | Tempo    |
| ---- | ---------------- | ------------ | -------- |
| 1    | Jasper Philipsen | Alpecin      | 3h58'57" |
| 2    | Fabio Jakobsen   | Deceuninck   | s.t.     |
| 3    | Michael Matthews | BikeExchange | s.t.     |

| Pos. | Corridore        | Squadra      | Tempo    |
| ---- | ---------------- | ------------ | -------- |
| 1    | Primož Roglič    | Jumbo        | 4h07'29" |
| 2    | Alex Aranburu    | Astana       | a 4"     |
| 3    | Michael Matthews | BikeExchange | a 10"    |

### 3ª tappa
- 16 agosto: Santo Domingo de Silos > Picón Blanco – 202,8 km

Risultati
| Pos. | Corridore         | Squadra     | Tempo    |
| ---- | ----------------- | ----------- | -------- |
| 1    | Rein Taaramäe     | Intermarché | 5h16'57" |
| 2    | Joseph Dombrowski | UAE         | a 21"    |
| 3    | Kenny Elissonde   | Trek        | a 36"    |

| Pos. | Corridore       | Squadra     | Tempo    |
| ---- | --------------- | ----------- | -------- |
| 1    | Rein Taaramäe   | Intermarché | 9h25'44" |
| 2    | Kenny Elissonde | Trek        | a 25"    |
| 3    | Primož Roglič   | Jumbo       | a 30"    |

### 4ª tappa
- 17 agosto: Burgo de Osma > Molina de Aragón – 163,9 km

Risultati
| Pos. | Corridore       | Squadra    | Tempo    |
| ---- | --------------- | ---------- | -------- |
| 1    | Fabio Jakobsen  | Deceuninck | 3h43'07" |
| 2    | Arnaud Démare   | Groupama   | s.t.     |
| 3    | M. Cort Nielsen | EF         | s.t.     |

| Pos. | Corridore       | Squadra     | Tempo     |
| ---- | --------------- | ----------- | --------- |
| 1    | Rein Taaramäe   | Intermarché | 13h08'51" |
| 2    | Kenny Elissonde | Trek        | a 25"     |
| 3    | Primož Roglič   | Jumbo       | a 30"     |

### 5ª tappa
- 18 agosto: Tarancón > Albacete – 184,4 km

Risultati
| Pos. | Corridore        | Squadra    | Tempo    |
| ---- | ---------------- | ---------- | -------- |
| 1    | Jasper Philipsen | Alpecin    | 3h43'07" |
| 2    | Fabio Jakobsen   | Deceuninck | s.t.     |
| 3    | Alberto Dainese  | DSM        | s.t.     |

| Pos. | Corridore        | Squadra | Tempo     |
| ---- | ---------------- | ------- | --------- |
| 1    | Kenny Elissonde  | Trek    | 17h33'57" |
| 2    | Primož Roglič    | Jumbo   | a 5"      |
| 3    | Lilian Calmejane | AG2R    | a 10"     |

### 6ª tappa
- 19 agosto: Requena > Alto de Cullera – 158,3 km

Risultati
| Pos. | Corridore       | Squadra    | Tempo    |
| ---- | --------------- | ---------- | -------- |
| 1    | M. Cort Nielsen | EF         | 3h30'53" |
| 2    | Primož Roglič   | Jumbo      | s.t.     |
| 3    | Andrea Bagioli  | Deceuninck | a 2"     |

| Pos. | Corridore      | Squadra  | Tempo     |
| ---- | -------------- | -------- | --------- |
| 1    | Primož Roglič  | Jumbo    | 21h04'49" |
| 2    | Enric Mas      | Movistar | a 25"     |
| 3    | M. Ángel López | Movistar | a 36"     |

### 7ª tappa
- 20 agosto: Gandía > Balcón de Alicante – 152 km

Risultati
| Pos. | Corridore      | Squadra  | Tempo    |
| ---- | -------------- | -------- | -------- |
| 1    | Michael Storer | DSM      | 4h10'13" |
| 2    | Carlos Verona  | Movistar | a 21"    |
| 3    | Pavel Sivakov  | Ineos    | a 59"    |

| Pos. | Corridore           | Squadra  | Tempo     |
| ---- | ------------------- | -------- | --------- |
| 1    | Primož Roglič       | Jumbo    | 25h18'13" |
| 2    | Felix Großschartner | Bora     | a 8"      |
| 3    | Enric Mas           | Movistar | a 25"     |

### 8ª tappa
- 21 agosto: Santa Pola > La Manga del Mar Menor – 173,7 km

Risultati
| Pos. | Corridore        | Squadra    | Tempo    |
| ---- | ---------------- | ---------- | -------- |
| 1    | Fabio Jakobsen   | Deceuninck | 3h56'05" |
| 2    | Alberto Dainese  | DSM        | s.t.     |
| 3    | Jasper Philipsen | Alpecin    | s.t.     |

| Pos. | Corridore           | Squadra  | Tempo     |
| ---- | ------------------- | -------- | --------- |
| 1    | Primož Roglič       | Jumbo    | 29h14'40" |
| 2    | Felix Großschartner | Bora     | a 8"      |
| 3    | Enric Mas           | Movistar | a 25"     |

### 9ª tappa
- 22 agosto: Puerto Lumbreras > Alto de Velefique – 188 km

Risultati
| Pos. | Corridore      | Squadra  | Tempo    |
| ---- | -------------- | -------- | -------- |
| 1    | Damiano Caruso | Bahrain  | 5h03'14" |
| 2    | Primož Roglič  | Jumbo    | a 1'05"  |
| 3    | Enric Mas      | Movistar | a 1'06"  |

| Pos. | Corridore      | Squadra  | Tempo     |
| ---- | -------------- | -------- | --------- |
| 1    | Primož Roglič  | Jumbo    | 34h18'53" |
| 2    | Enric Mas      | Movistar | a 28"     |
| 3    | M. Ángel Lopez | Movistar | a 1'21"   |

### 10ª tappa
- 24 agosto: Roquetas de Mar > Rincón de la Victoria – 189 km

Risultati
| Pos. | Corridore         | Squadra    | Tempo    |
| ---- | ----------------- | ---------- | -------- |
| 1    | Michael Storer    | DSM        | 4h09'21" |
| 2    | Mauri Vansevenant | Deceuninck | a 22"    |
| 3    | C. Champoussin    | AG2R       | s.t.     |

| Pos. | Corridore           | Squadra     | Tempo     |
| ---- | ------------------- | ----------- | --------- |
| 1    | O. Christian Eiking | Intermarché | 38h37'46" |
| 2    | Guillaume Martin    | Cofidis     | a 58"     |
| 3    | Primož Roglič       | Jumbo       | a 2'17"   |

### 11ª tappa
- 25 agosto: Antequera > Valdepeñas de Jaén – 133,6 km

Risultati
| Pos. | Corridore      | Squadra  | Tempo    |
| ---- | -------------- | -------- | -------- |
| 1    | Primož Roglič  | Jumbo    | 3h11'00" |
| 2    | Enric Mas      | Movistar | a 3"     |
| 3    | M. Ángel López | Movistar | a 5"     |

| Pos. | Corridore           | Squadra     | Tempo     |
| ---- | ------------------- | ----------- | --------- |
| 1    | O. Christian Eiking | Intermarché | 41h48'57" |
| 2    | Guillaume Martin    | Cofidis     | a 58"     |
| 3    | Primož Roglič       | Jumbo       | a 1'56"   |

### 12ª tappa
- 26 agosto: Jaén > Cordova – 175 km

Risultati
| Pos. | Corridore        | Squadra      | Tempo    |
| ---- | ---------------- | ------------ | -------- |
| 1    | M. Cort Nielsen  | EF           | 3h44'21" |
| 2    | Andrea Bagioli   | Deceuninck   | s.t.     |
| 3    | Michael Matthews | BikeExchange | s.t.     |

| Pos. | Corridore           | Squadra     | Tempo     |
| ---- | ------------------- | ----------- | --------- |
| 1    | O. Christian Eiking | Intermarché | 45h33'18" |
| 2    | Guillaume Martin    | Cofidis     | a 58"     |
| 3    | Primož Roglič       | Jumbo       | a 1'56"   |

### 13ª tappa
- 27 agosto: Belmez > Villanueva de la Serena – 203,7 km

Risultati
| Pos. | Corridore        | Squadra    | Tempo    |
| ---- | ---------------- | ---------- | -------- |
| 1    | Florian Sénéchal | Deceuninck | 4h58'23" |
| 2    | Matteo Trentin   | UAE        | s.t.     |
| 3    | Alberto Dainese  | DSM        | a 2"     |

| Pos. | Corridore           | Squadra     | Tempo     |
| ---- | ------------------- | ----------- | --------- |
| 1    | O. Christian Eiking | Intermarché | 50h31'52" |
| 2    | Guillaume Martin    | Cofidis     | a 58"     |
| 3    | Primož Roglič       | Jumbo       | a 1'56"   |

### 14ª tappa
- 28 agosto: Don Benito > Pico Villuercas – 165,7 km

Risultati
| Pos. | Corridore     | Squadra | Tempo    |
| ---- | ------------- | ------- | -------- |
| 1    | Romain Bardet | DSM     | 4h20'36" |
| 2    | Jesús Herrada | Cofidis | a 44"    |
| 3    | Jay Vine      | Alpecin | s.t.     |

| Pos. | Corridore           | Squadra     | Tempo     |
| ---- | ------------------- | ----------- | --------- |
| 1    | O. Christian Eiking | Intermarché | 55h03'17" |
| 2    | Guillaume Martin    | Cofidis     | a 54"     |
| 3    | Primož Roglič       | Jumbo       | a 1'36"   |

### 15ª tappa
- 29 agosto: Navalmoral de la Mata > El Barraco – 197,5 km

Risultati
| Pos. | Corridore         | Squadra | Tempo    |
| ---- | ----------------- | ------- | -------- |
| 1    | Rafał Majka       | UAE     | 4h51'36" |
| 2    | Steven Kruijswijk | Jumbo   | a 1'27"  |
| 3    | Chris Hamilton    | DSM     | a 2'19"  |

| Pos. | Corridore           | Squadra     | Tempo     |
| ---- | ------------------- | ----------- | --------- |
| 1    | O. Christian Eiking | Intermarché | 59h57'50" |
| 2    | Guillaume Martin    | Cofidis     | a 54"     |
| 3    | Primož Roglič       | Jumbo       | a 1'36"   |

### 16ª tappa
- 31 agosto: Laredo > Santa Cruz de Bezana – 180 km

Risultati
| Pos. | Corridore      | Squadra    | Tempo    |
| ---- | -------------- | ---------- | -------- |
| 1    | Fabio Jakobsen | Deceuninck | 4h08'57" |
| 2    | Jordi Meeus    | Bora       | s.t.     |
| 3    | Matteo Trentin | UAE        | s.t.     |

| Pos. | Corridore           | Squadra     | Tempo     |
| ---- | ------------------- | ----------- | --------- |
| 1    | O. Christian Eiking | Intermarché | 64h06'47" |
| 2    | Guillaume Martin    | Cofidis     | a 54"     |
| 3    | Primož Roglič       | Jumbo       | a 1'36"   |

### 17ª tappa
- 1º settembre: Unquera > Laghi di Enol – 185,8 km

Risultati
| Pos. | Corridore      | Squadra  | Tempo    |
| ---- | -------------- | -------- | -------- |
| 1    | Primož Roglič  | Jumbo    | 4h34'45" |
| 2    | Sepp Kuss      | Jumbo    | a 1'35"  |
| 3    | M. Ángel López | Movistar | s.t.     |

| Pos. | Corridore      | Squadra  | Tempo     |
| ---- | -------------- | -------- | --------- |
| 1    | Primož Roglič  | Jumbo    | 68h42'56" |
| 2    | Enric Mas      | Movistar | a 2'22"   |
| 3    | M. Ángel López | Movistar | a 3'11"   |

### 18ª tappa
- 2 settembre: Salas > Alto de Gamoniteiru – 162,6 km

Risultati
| Pos. | Corridore      | Squadra  | Tempo    |
| ---- | -------------- | -------- | -------- |
| 1    | M. Ángel López | Movistar | 4h41'21" |
| 2    | Primož Roglič  | Jumbo    | a 14"    |
| 3    | Enric Mas      | Movistar | a 20"    |

| Pos. | Corridore      | Squadra  | Tempo     |
| ---- | -------------- | -------- | --------- |
| 1    | Primož Roglič  | Jumbo    | 73h24'25" |
| 2    | Enric Mas      | Movistar | a 2'30"   |
| 3    | M. Ángel López | Movistar | a 2'53"   |

### 19ª tappa
- 3 settembre: Tapia > Monforte de Lemos – 191,2 km

Risultati
| Pos. | Corridore           | Squadra | Tempo    |
| ---- | ------------------- | ------- | -------- |
| 1    | Magnus Cort Nielsen | EF      | 4h24'54" |
| 2    | Rui Oliveira        | UAE     | s.t.     |
| 3    | Quinn Simmons       | Trek    | s.t.     |

| Pos. | Corridore      | Squadra  | Tempo     |
| ---- | -------------- | -------- | --------- |
| 1    | Primož Roglič  | Jumbo    | 77h49'37" |
| 2    | Enric Mas      | Movistar | a 2'30"   |
| 3    | M. Ángel López | Movistar | a 2'53"   |

### 20ª tappa
- 4 settembre: Sanxenxo > Mos – 202,2 km

Risultati
| Pos. | Corridore       | Squadra | Tempo    |
| ---- | --------------- | ------- | -------- |
| 1    | Cl. Champoussin | AG2R    | 5h21'50" |
| 2    | Primož Roglič   | Jumbo   | a 6"     |
| 3    | Adam Yates      | Ineos   | a 8"     |

| Pos. | Corridore     | Squadra  | Tempo     |
| ---- | ------------- | -------- | --------- |
| 1    | Primož Roglič | Jumbo    | 83h11'27" |
| 2    | Enric Mas     | Movistar | a 2'38"   |
| 3    | Jack Haig     | Bahrain  | a 4'48"   |

### 21ª tappa
- 5 settembre: Padrón > Santiago di Compostela – Cronometro individuale – 33,8 km

Risultati
| Pos. | Corridore           | Squadra | Tempo  |
| ---- | ------------------- | ------- | ------ |
| 1    | Primož Roglič       | Jumbo   | 44'02" |
| 2    | Magnus Cort Nielsen | EF      | a 14"  |
| 3    | Thymen Arensman     | DSM     | a 52"  |

| Pos. | Corridore     | Squadra  | Tempo     |
| ---- | ------------- | -------- | --------- |
| 1    | Primož Roglič | Jumbo    | 83h55'29" |
| 2    | Enric Mas     | Movistar | a 4'42"   |
| 3    | Jack Haig     | Bahrain  | a 7'40"   |

## Evoluzione delle classifiche
| Tappa              | Vincitore           | Classifica generale Maglia rossa | Classifica a punti Maglia verde | Classifica scalatori Maglia a pois | Classifica giovani Maglia bianca | Classifica a squadre | Premio combattività Numero verde |
| ------------------ | ------------------- | -------------------------------- | ------------------------------- | ---------------------------------- | -------------------------------- | -------------------- | -------------------------------- |
| 1ª                 | Primož Roglič       | Primož Roglič                    | Primož Roglič                   | Sepp Kuss                          | Andrea Bagioli                   | Jumbo-Visma          | non assegnata                    |
| 2ª                 | Jasper Philipsen    | Primož Roglič                    | Jasper Philipsen                | Sepp Kuss                          | Andrea Bagioli                   | Jumbo-Visma          | Diego Rubio                      |
| 3ª                 | Rein Taaramäe       | Rein Taaramäe                    | Jasper Philipsen                | Rein Taaramäe                      | Egan Bernal                      | UAE Team Emirates    | Julen Amezqueta                  |
| 4ª                 | Fabio Jakobsen      | Rein Taaramäe                    | Fabio Jakobsen                  | Rein Taaramäe                      | Egan Bernal                      | UAE Team Emirates    | Ángel Madrazo                    |
| 5ª                 | Jasper Philipsen    | Kenny Elissonde                  | Jasper Philipsen                | Rein Taaramäe                      | Egan Bernal                      | UAE Team Emirates    | Oier Lazkano                     |
| 6ª                 | Magnus Cort Nielsen | Primož Roglič                    | Jasper Philipsen                | Rein Taaramäe                      | Egan Bernal                      | Movistar Team        | Joan Bou                         |
| 7ª                 | Michael Storer      | Primož Roglič                    | Jasper Philipsen                | Pavel Sivakov                      | Egan Bernal                      | Movistar Team        | Michael Storer                   |
| 8ª                 | Fabio Jakobsen      | Primož Roglič                    | Fabio Jakobsen                  | Pavel Sivakov                      | Egan Bernal                      | Movistar Team        | Aritz Bagües                     |
| 9ª                 | Damiano Caruso      | Primož Roglič                    | Fabio Jakobsen                  | Damiano Caruso                     | Egan Bernal                      | Movistar Team        | Julen Amezqueta                  |
| 10ª                | Michael Storer      | Odd Christian Eiking             | Fabio Jakobsen                  | Damiano Caruso                     | Egan Bernal                      | Ineos Grenadiers     | Matteo Trentin                   |
| 11ª                | Primož Roglič       | Odd Christian Eiking             | Fabio Jakobsen                  | Damiano Caruso                     | Egan Bernal                      | Ineos Grenadiers     | Jonathan Lastra                  |
| 12ª                | Magnus Cort Nielsen | Odd Christian Eiking             | Fabio Jakobsen                  | Damiano Caruso                     | Egan Bernal                      | Ineos Grenadiers     | Julen Amezqueta                  |
| 13ª                | Florian Sénéchal    | Odd Christian Eiking             | Fabio Jakobsen                  | Damiano Caruso                     | Egan Bernal                      | Ineos Grenadiers     | Álvaro Cuadros                   |
| 14ª                | Romain Bardet       | Odd Christian Eiking             | Fabio Jakobsen                  | Romain Bardet                      | Egan Bernal                      | Ineos Grenadiers     | Daniel Navarro                   |
| 15ª                | Rafał Majka         | Odd Christian Eiking             | Fabio Jakobsen                  | Romain Bardet                      | Egan Bernal                      | Ineos Grenadiers     | Rafał Majka                      |
| 16ª                | Fabio Jakobsen      | Odd Christian Eiking             | Fabio Jakobsen                  | Romain Bardet                      | Egan Bernal                      | Ineos Grenadiers     | Jetse Bol                        |
| 17ª                | Primož Roglič       | Primož Roglič                    | Fabio Jakobsen                  | Romain Bardet                      | Egan Bernal                      | Bahrain Victorious   | Egan Bernal                      |
| 18ª                | Miguel Ángel López  | Primož Roglič                    | Fabio Jakobsen                  | Michael Storer                     | Egan Bernal                      | Bahrain Victorious   | Michael Storer                   |
| 19ª                | Magnus Cort Nielsen | Primož Roglič                    | Fabio Jakobsen                  | Michael Storer                     | Egan Bernal                      | Bahrain Victorious   | Andreas Kron                     |
| 20ª                | Clément Champoussin | Primož Roglič                    | Fabio Jakobsen                  | Michael Storer                     | Gino Mäder                       | Bahrain Victorious   | Ryan Gibbons                     |
| 21ª                | Primož Roglič       | Primož Roglič                    | Fabio Jakobsen                  | Michael Storer                     | Gino Mäder                       | Bahrain Victorious   | non assegnata                    |
| Classifiche finali | Classifiche finali  | Primož Roglič                    | Fabio Jakobsen                  | Michael Storer                     | Gino Mäder                       | Bahrain Victorious   | Magnus Cort Nielsen              |

Maglie indossate da altri ciclisti in caso di due o più maglie vinte
- Nella 2ª tappa Alex Aranburu ha indossato la maglia verde al posto di Primož Roglič.
- Nella 4ª e 5ª tappa Kenny Elissonde ha indossato la maglia a pois al posto di Rein Taaramäe.

## Classifiche finali

### Classifica generale - Maglia rossa
| Pos. | Corridore           | Squadra  | Tempo     |
| ---- | ------------------- | -------- | --------- |
| 1    | Primož Roglič       | Jumbo    | 83h55'29" |
| 2    | Enric Mas           | Movistar | a 4'42"   |
| 3    | Jack Haig           | Bahrain  | a 7'40"   |
| 4    | Adam Yates          | Ineos    | a 9'06"   |
| 5    | Gino Mäder          | Bahrain  | a 11'33"  |
| 6    | Egan Bernal         | Ineos    | a 13'27"  |
| 7    | David de la Cruz    | UAE      | a 18'33"  |
| 8    | Sepp Kuss           | Jumbo    | a 18'55"  |
| 9    | Guillaume Martin    | Cofidis  | a 20'27"  |
| 10   | Felix Großschartner | Bora     | a 22'22"  |

### Classifica a punti - Maglia verde
| Pos. | Corridore           | Squadra    | Punti |
| ---- | ------------------- | ---------- | ----- |
| 1    | Fabio Jakobsen      | Deceuninck | 250   |
| 2    | Primož Roglič       | Jumbo      | 199   |
| 3    | Magnus Cort Nielsen | EF         | 161   |
| 4    | Matteo Trentin      | UAE        | 145   |
| 5    | Enric Mas           | Movistar   | 120   |

### Classifica scalatori - Maglia a pois
| Pos. | Corridore      | Squadra | Punti |
| ---- | -------------- | ------- | ----- |
| 1    | Michael Storer | DSM     | 80    |
| 2    | Romain Bardet  | DSM     | 61    |
| 3    | Primož Roglič  | Jumbo   | 51    |
| 4    | Damiano Caruso | Bahrain | 33    |
| 5    | Rafał Majka    | UAE     | 33    |

### Classifica giovani - Maglia bianca
| Pos. | Corridore           | Squadra | Punti     |
| ---- | ------------------- | ------- | --------- |
| 1    | Gino Mäder          | Bahrain | 84h07'02" |
| 2    | Egan Bernal         | Ineos   | a 1'54"   |
| 3    | Juan Pedro López    | Trek    | a 19'48"  |
| 4    | Rémy Rochas         | Cofidis | a 40'59"  |
| 5    | Clément Champoussin | AG2R    | a 45'56"  |

### Classifica a squadre
| Pos. | Squadra                  | Tempo      |
| ---- | ------------------------ | ---------- |
| 1    | Bahrain Victorious       | 252h19'35" |
| 2    | Jumbo-Visma              | a 7'26"    |
| 3    | Ineos Grenadiers         | a 32'18"   |
| 4    | UAE Team Emirates        | a 1h05'10" |
| 5    | Intermarché-Wanty-Gobert | a 1h15'05" |